# 傅廷栋
傅廷栋（1938年9月9日—），男，广东郁南人，中国作物遗传育种学家，华中农业大学教授。

## 生平
初中毕业后，考入广东省喜泉农业职业学校(现肇庆农业学校)。毕业后，他被分配到中山县横栏区农业技术推广站。1956年，考入华中农学院农学系学习。1962年，考取了著名油菜遗传育种家刘后利教授的研究生，成为中国第一位油菜遗传育种方向的研究生。1965年，留在华中农业大学工作。1981年至1982年在德国Göttingen大学合作油菜育种研究。

## 研究成果
1972年，在国际上首次发现油菜波里马细胞质雄性不育（Pol cms），被国际上认为是“第一个有实用价值的油菜雄性不育类型”。1992年以来，育成（审定）华杂4号等7个优质油菜杂交种，累计推广面积近6000万亩。

## 社会兼职
第十二届国际油菜大会主席、国际油菜研究咨询理事会（GCIRC，巴黎）主席。

## 奖项和荣誉

### 奖项
1991年7月10日，在第八届国际油菜大会上被授予“杰出科学家”奖章，是该奖章自设立以来第一次被一位亚洲科学家获得。
2003年获第三世界科学院农业科学奖。

### 荣誉
1995年5月当选中国工程院院士。
2004年当选发展中国家科学院院士。
2021年2月25日全国脱贫攻坚总结表彰大会上，傅廷栋因在脱贫攻坚战中作出突出贡献被授予“全国脱贫攻坚先进个人”。